# الحبسة المختلطة عبر القشرة

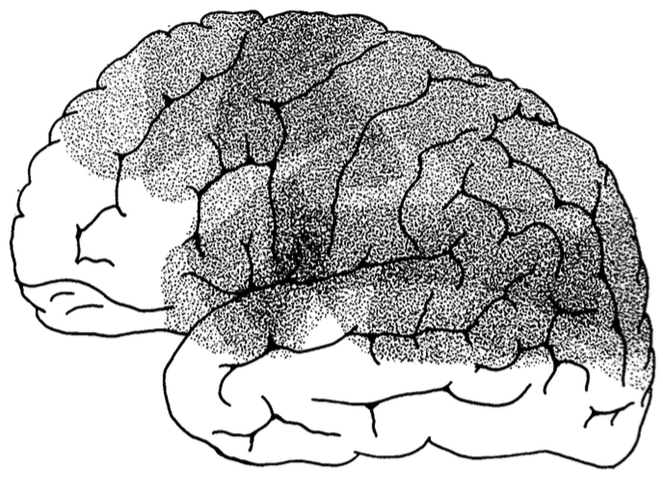

تعد الحبسة المختلطة عبر القشرة هي أقل الحبسات الثلاث التي تحدث عبر القشرة شيوعًا (بعد الحبسة الحركية عبر القشرة والحبسة الحسية عن طريق القشرة على التوالي). وتتميز الحبسة المختلطة عبر القشرة بصعوبة الحديث وإعاقة الفهم ولكن مع التكرار الدائم. ويبذل الأشخاص الذين يعانون من الحبسة المختلطة عبر القشرة جهدًا بالغًا للتوصل إلى لغة افتراضية أو لفهم ما يقال لهم، على الرغم من استطاعتهم تكرار المنطوقات الطويلة والمعقدة أو إنهاء أغنية بمجرد سماع الجزء الأول منها. وهناك تغيرات سلوكية أخرى تصحب هذه العلامات.
في هذا النوع النادر من الحبسة، تكون منطقة بروكا ومنطقة فيرنيك والحزمة المقوسة غير مصابة بأذى، بينما تكون المنطقة المحيطة المستجمعة للسوائل تالفة. يتسبب هذا التلف في عزل هذه المناطق عن باقي الدماغ. ويعد التضييق هو أكثر مسببات الأمراض انتشارًا وراء الحبسة المختلطة عبر القشرة في الشريان السباتي الباطن.

## وصلات خارجية
- Aphasia Center of California in Oakland, CA, U.S.